# Abraxas albomarginata
Abraxas albomarginata là một loài bướm đêm trong họ Geometridae.